# ボストン級ミサイル巡洋艦
ボストン級ミサイル巡洋艦（英語: Boston-class guided missile heavy cruisers）は、アメリカ海軍のミサイル巡洋艦の艦級。ボルチモア級重巡洋艦にテリア艦対空ミサイルを搭載して改装した艦であり、アメリカ海軍初の防空ミサイル艦である。

## 来歴
アメリカ海軍は、第二次世界大戦末期より、全く新しい艦隊防空火力として艦対空ミサイルの開発に着手しており、もっとも早く開発が進んだのがテリアであった。これらのミサイル・システムは、その重量・容積の大きさと、これを収容できる船体の入手の都合から、まず大戦世代の巡洋艦を改装して搭載されることになった。
1948年7月より、重巡洋艦へのテリア搭載改装の検討が着手された。その第一陣として、1952年度予算でボルチモア級重巡洋艦2隻が改装され、1955年と1956年に順次に再就役した。これが本級である。

## 設計

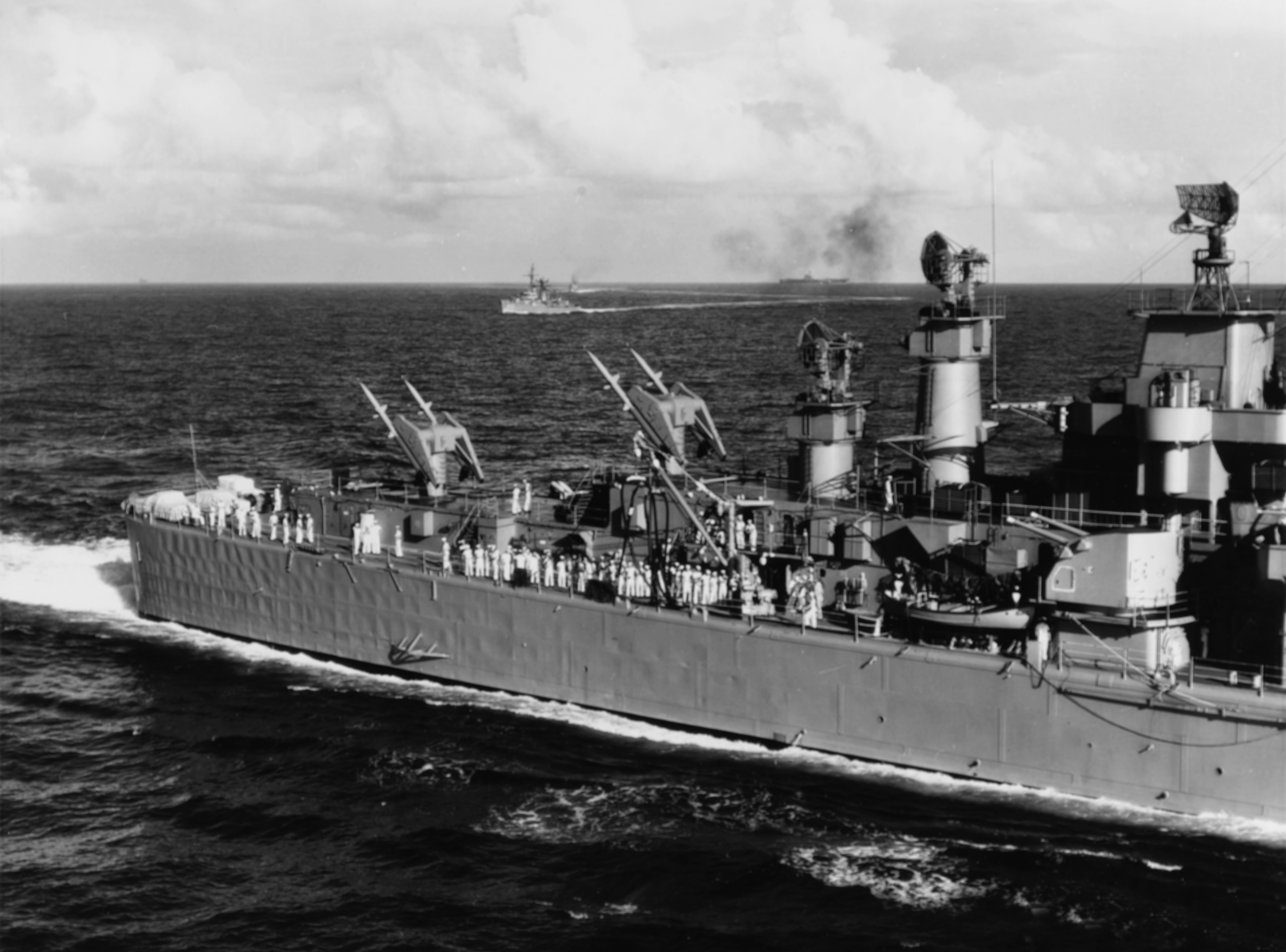
艦後半部の艦容。

本級は大戦型巡洋艦への改装の第一陣であったことから、改装内容は最低限に留められており、ボルチモア級をもとに、艦の後半部を改装してテリア艦対空ミサイル・システムを搭載した構成となっている。煙突は1本の集合煙突となり、また艦尾側の55口径20.3cm連装砲および38口径12.7cm連装砲は撤去されて、Mk.4連装ミサイル発射機2基と火器管制レーダーが搭載された。
一方、艦首側はボルチモア級時代の兵装がそのまま残されており、55口径20.3cm3連装砲2基も維持されている。艦対空ミサイルの成績が良好であれば、更に艦首側も改装してミサイルを搭載することも検討されていた。しかし実際には、運用成績は良好だったものの、他の艦の改装が優先されたため、追加改装は行われなかった。
改装の際にレーダーも諸元表のとおりに更新された。またその後、1966年までに、対空捜索レーダーはAN/SPS-37A、高角測定レーダーはAN/SPS-30に更新された。しかし1960年代中期には、本級が搭載した最初期型のテリア・システムは既に陳腐化していたことから、1968年には艦種記号を従来のCAに戻し、ミサイル兵装も撤去して、1970年の予備役編入までの間は艦砲射撃を主任務として運用されていた。

## 同型艦
| 艦番号        | 艦名                    | 起工      | 就役       | 再就役     | 退役      |
| ------------- | ----------------------- | --------- | ---------- | ---------- | --------- |
| CAG-1 / CA-69 | ボストン USS Boston     | 1941年6月 | 1943年6月  | 1955年11月 | 1970年5月 |
| CAG-2 / CA-70 | キャンベラ USS Canberra | 1941年9月 | 1943年10月 | 1956年6月  | 1970年2月 |